# Tottoi
Tottoi (トトイ, Tottòi), conhecido no Brasil como O Segredo da Foca, é um filme animado japonês de 1992, realizado por Norifumi Kiyozumi e escrito por Ryūzō Nakanishi, com base no romance homónimo de Gianni Padoan. Foi distribuído no Brasil em VHS pela Flashstar Filmes.

## Enredo
Após a morte de sua mãe, Antonio (apelidado de Tottòi na língua sarda) e seu pai se mudam para a Sardenha, onde o pai de Tottòi cresceu quando era menino. As aventuras de Tottòi começam quando faz novos amigos e explora o novo lugar, encontra em uma caverna uma rara espécie de foca (foca-monge-do-mediterrâneo) ameaçada de extinção e então a protegem a todo custo de caçadores.

## Elenco de voz
Original
- Daisuke Namikawa - Tottòi
- Kappei Yamaguchi - Billia
- Jun'ichi Kanemaru - Renato
- Seizô Katô - Nanni
- Naoko Matsui - Caterina
- Toshiharu Sakurai - Pedro
- Ikuya Sawaki - Marco
- Kei Tomiyama - Cipriano
- Takumi Yamazaki - Massimo

Brasil
- Sérgio Rufino - Tottòi
- Marcelo Campos - Billia
- Affonso Amajones - Nanni
- Letícia Quinto - Caterina
- Paulo Porto - Pedro
- João Francisco Garcia - Marco
- João Paulo - Cipriano
- Cecília Lemes - Gizza
- Leda Figueiró - Francesca
- Sérgio Moreno - Hoit
- Daoiz Cabezudo - Stanis
- Fátima Noya
- Márcia Regina
- Sidney Lilla
- Araken Saldanha

Estúdio de dublagem: Dublavídeo